# Asterocampa armilla
Asterocampa armilla är en fjärilsart som beskrevs av Hans Fruhstorfer 1912. Asterocampa armilla ingår i släktet Asterocampa och familjen praktfjärilar. Inga underarter finns listade i Catalogue of Life.